# Keren
Keren (ranije Cheren) drugi je grad po veličini u Eritreji. Nalazi se oko 91 kilometar sjeverozapadno od Asmare, na nadmorskoj visini od 1.390 metara. Grad se nalazi u širokoj dolini sa svih okruženoj granitnim planinama. Sjedište je regije Ansebe i naseljavaju ga uglavnom Bilenci.

## Povijest
Keren je grad koji je narastao uz prugu prema Asmari. Pruga ja zbog rata raspremljena, iako postoje planovi obnoviti je. Važno je trgovačko središte, atijekom Drugog svjetskog rata i Eritrejskog rata za nezavisnost bio je poprištem svakodnevnih sukoba. U Kerenu se odvijala ključna bitka između talijanskih i britanskih postrojbi tijekom veljače-ožujka 1941. godine.

## Stanovništvo
U Kerenu i okolici 2010. godine je živjelo 146.483 stanovnika različitih etničkih skupina. Većinom govore jezicima iz skupine afrazijskih jezika. Dvije prevladavajuće skupine su Bilen i Tigre.

## Klima
Klima u Kerenu je polupustinjska, vruća ljeti i hladna zimi. Kišno razdoblje je od sredine lipnja do sredine rujna. Od listopada do veljače traje hladna zima. Od ožujka do lipnja temperatura polagano raste, a noći ostaju ugodne.

## Znamenitosti
Zanimljivosti grada su egipatska utvrda Tigu, kapela Sv. Marije smještena unutar baobaba, stara željeznička postaja iz 1930-ih, stara džamija, mauzolej Saida Bakrija, britansko i talijansko vojno groblje te mjesne tržnice. Obližnji samostan iz šestog stoljeća poznat je po svojim pećinskim nastambama.